# قائمة الأفلام المصرية سنة 2004
هذه قائمة بالأفلام المصرية لسنة 2004 مرتبة أبجديا

## قائمة الأفلام
| اسم الفيلم         | إخراج          | بطولة                                                                                     | ملاحظات |
| ------------------ | -------------- | ----------------------------------------------------------------------------------------- | --- |
| 7 ورقات كوتشينة    | شريف صبري      | روبي - يوسف الشريف - رانيا شاهين - محمد سليمان                                            | أول فيلم بطولة مطلقة لروبي |
| أحلى الأوقات       | هالة خليل      | حنان ترك - هند صبري - منة شلبي - سامي العدل - خالد صالح - عمرو واكد                       | |
| أشتاتا أشتوت       | عمر عبد العزيز | مدحت صالح - علا غانم - أحمد هارون                                                         | |
| إسكندرية - نيويورك | يوسف شاهين     | محمود حميدة- أحمد يحيى - يسرا - لبلبة - ماجدة الخطيب - هالة صدقي - نيللي كريم             | |
| الباشا تلميذ       | وائل إحسان     | كريم عبد العزيز - غادة عادل - رامز جلال - محمد لطفي - محمد رجب - حسن حسني - مها أحمد      | |
| بحب السيما         | أسامة فوزي     | محمود حميدة - ليلى علوي                                                                   | تعرض الفيلم لدعاوى قضائية من محامون ورجال دين مسيحيون |
| تيتو               | طارق العريان   | أحمد السقا - حنان ترك - عمرو واكد - خالد صالح                                             | |
| حالة حب            | سعد هنداوي     | هاني سلامة - هند صبري - تامر حسني - شريف رمزي                                             | |
| حب البنات          | خالد الحجر     | ليلى علوي - أشرف عبد الباقي - خالد أبو النجا - حنان ترك - هنا شيحة - أحمد عز - أحمد برادة | |
| حبك نار            | إيهاب راضي     | مصطفى قمر - نيللي كريم - رامز جلال - مجدي كامل                                            | |
| خالتي فرنسا        | علي رجب        | منى زكي - عبلة كامل - مها عمار - عمرو واكد - طلعت زكريا                                   | |
| سنة أولى نصب       | كاملة أبو ذكري | أحمد عز - نور - خالد سليم - داليا البحيري                                                 | |
| سيب وأنا أسيب      | وائل شركس      | عمرو واكد - طارق عبد العزيز - عزت أبو عوف                                                 | |
| شباب تيك أواي      | سعيد محمد      | أحمد عز - منة شلبي - ماجد الكدواني                                                        | |
| شبر ونص            | عادل يحيى      | حسن حسني - فرقة سبايسي بيبي                                                               | |
| صايع بحر           | علي رجب        | أحمد حلمي - ياسمين عبد العزيز                                                             | |
| عريس من جهة أمنية  | علي إدريس      | عادل إمام - حلا شيحة - شريف منير - لبلبة                                                  | |
| عوكل               | محمد النجار    | محمد سعد - نور - حسن حسني                                                                 | |
| العنف والسخرية     | أسماء البكري   | هشام سليم - سلوى خطاب - محمود الجندي - عائشة الكيلاني                                     | تقع أحداث الفيلم خلال خمسينيات القرن العشرين حيث تجمع الظروف المختلفة مجموعة من الأفراد وراء هدف واحد، وهو السعي تحو التخلص من محافظ مدينة الإسكندرية المستبد، ويرون أن أنسب حَل لهذا هو القيام بالسخرية من كل ما يقوم به |
| غبي منه فيه        | رامي إمام      | هاني رمزي - نيللي كريم - حسن حسني                                                         | |
| فرح                | أكرم فريد      | أحمد هارون - مي عز الدين                                                                  | |
| فول الصين العظيم   | شريف عرفة      | محمد هنيدي                                                                                | |
| قشطة يابا          | عاطف شكري      | مصطفى كامل - جيهان فاضل                                                                   | |
| كان يوم حبك        | إيهاب لمعي     | خالد سليم - محمد رجب - داليا البحيري - ريهام عبد الغفور                                   | |
| كليفتي             | محمد خان       | باسم سمرة - رولا محمود - سناء يونس                                                        | |
| كيمو وأنتيمو       | حامد سعيد      | عامر منيب - طارق عبد العزيز - مي عز الدين                                                 | |
| مندور وعزيزة       | حسن إبراهيم    | صلاح عبد الله - سعاد نصر - نشوى مصطفى - أحمد سعيد عبد الغني                               | |
| يوم الكرامة        | علي عبد الخالق | خالد أبو النجا - محمد رياض - ياسر جلال - محمود قابيل - أحمد عز                            | |